# Паладіанство

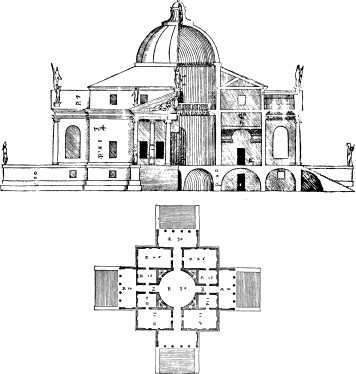
Палладіо, Вілла Ротонда, кресленик плана і частковий розріз споруди.

Паладіа́нство (англ. Palladian architecture, фр. Palladianisme, італ. Palladianesimo) — архітектурний напрямок XVII—XVIII століть, що веде генезу від творчості відомого італійського архітектора XVI ст. Андреа Палладіо і отримав назву на його честь.

## Історія

### Скамоцці і творчий спадок Палладіо

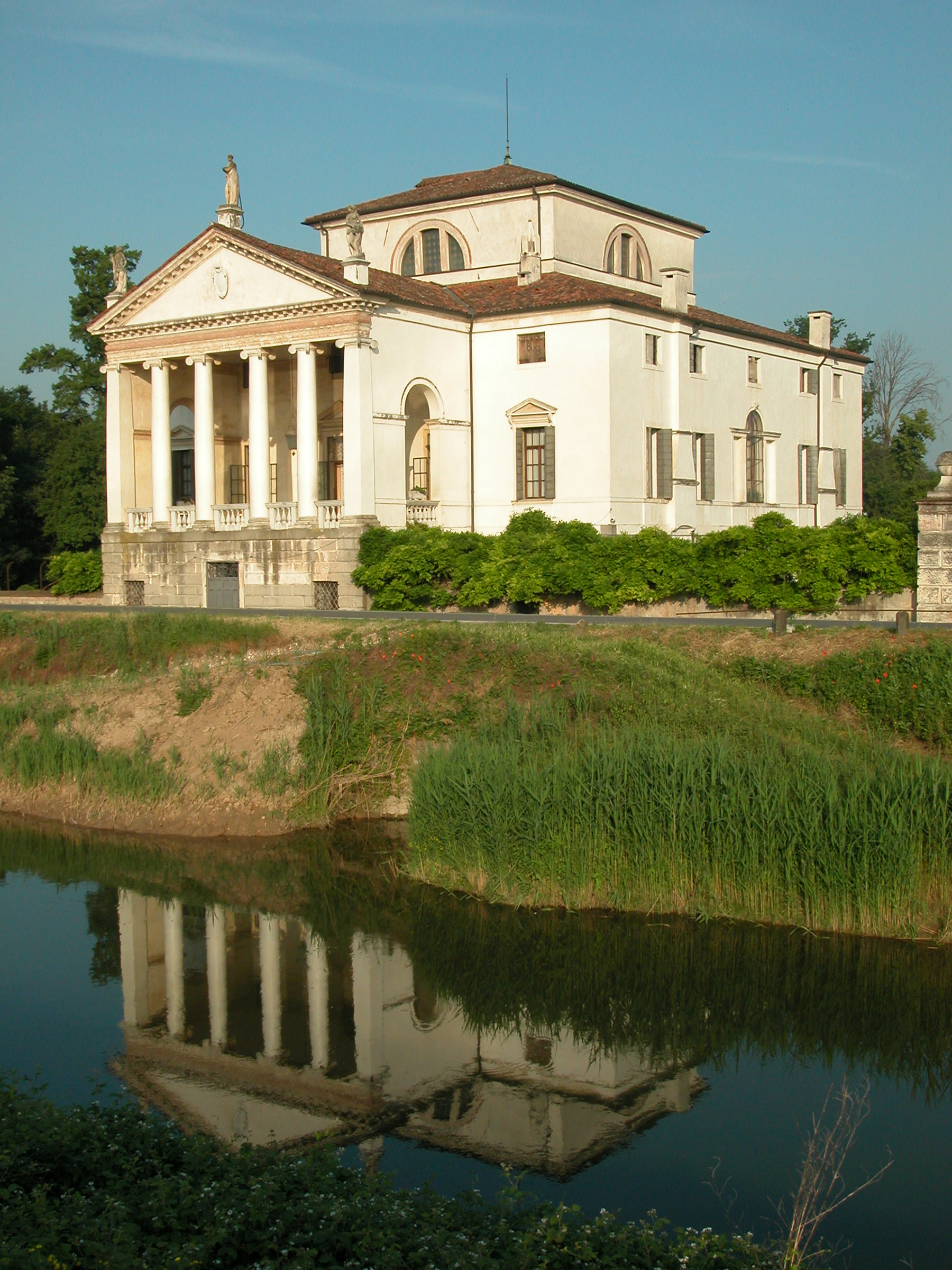
Арх. В. Скамоцци, вілла Молін на південь від міста Падуя

Справжнім продовжувачем творчого спадку Палладіо після його смерті в 1580 р. став Вінченцо Скамоцці. Він добудовував дві останні роботи майстра, будівництво яких той не встиг закінчити (вілла Ротонда, театр Олімпіко в місті Віченца). В паладіанському стилі будував Скамоцци і вілли на венеціанській террафермі, континентальних володіннях венеціанської аристократії. Тому його іноді називають першим представником палладіанства в архітектурі.

### Паладіанство в Європі
У 1570 році Палладіо надрукував свій трактат «Чотири книги про архітектуру» і додав власні малюнки античних споруд і їхніх реконструкцій. Видання було узагальненням теоретичних і практичних навичок архітектора, висновком його архітектурного досвіду.
Після виходу в світ цієї книги Палладіо став практично другим найвизначнішим теоретиком архітектури після відомого теоретика XV ст. на ім'я Альберті Леон-Баттіста (1404—1472).
Видання швидко було перекладене на іноземні мови, в тому числі на англійську. Його часто розглядали як підручник і широко використовували для навчання і практичного використання настанов Палладіо в будівництві протестантських країн. Несподівано трактат архітектора-католика став прапором супротивників римського варіанту бароко (так званого стилю єзуїтів) у протестантських країнах, а класична (давньоримська) манера його архітектури протиставлялася творам італійського бароко.

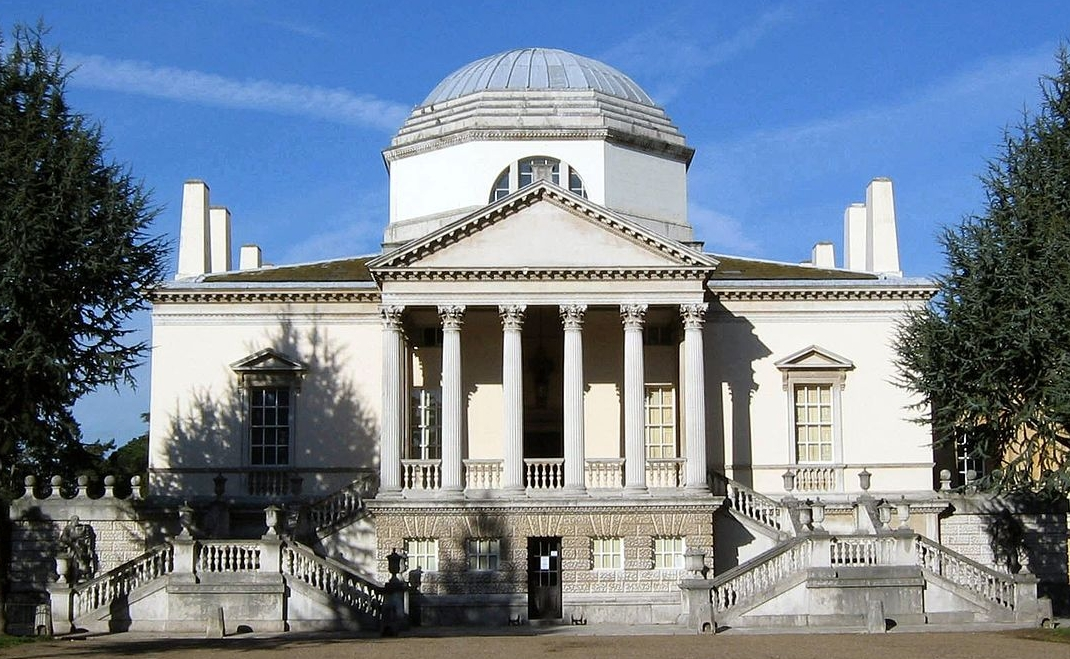
Чізвік Хаус, Велика Британія
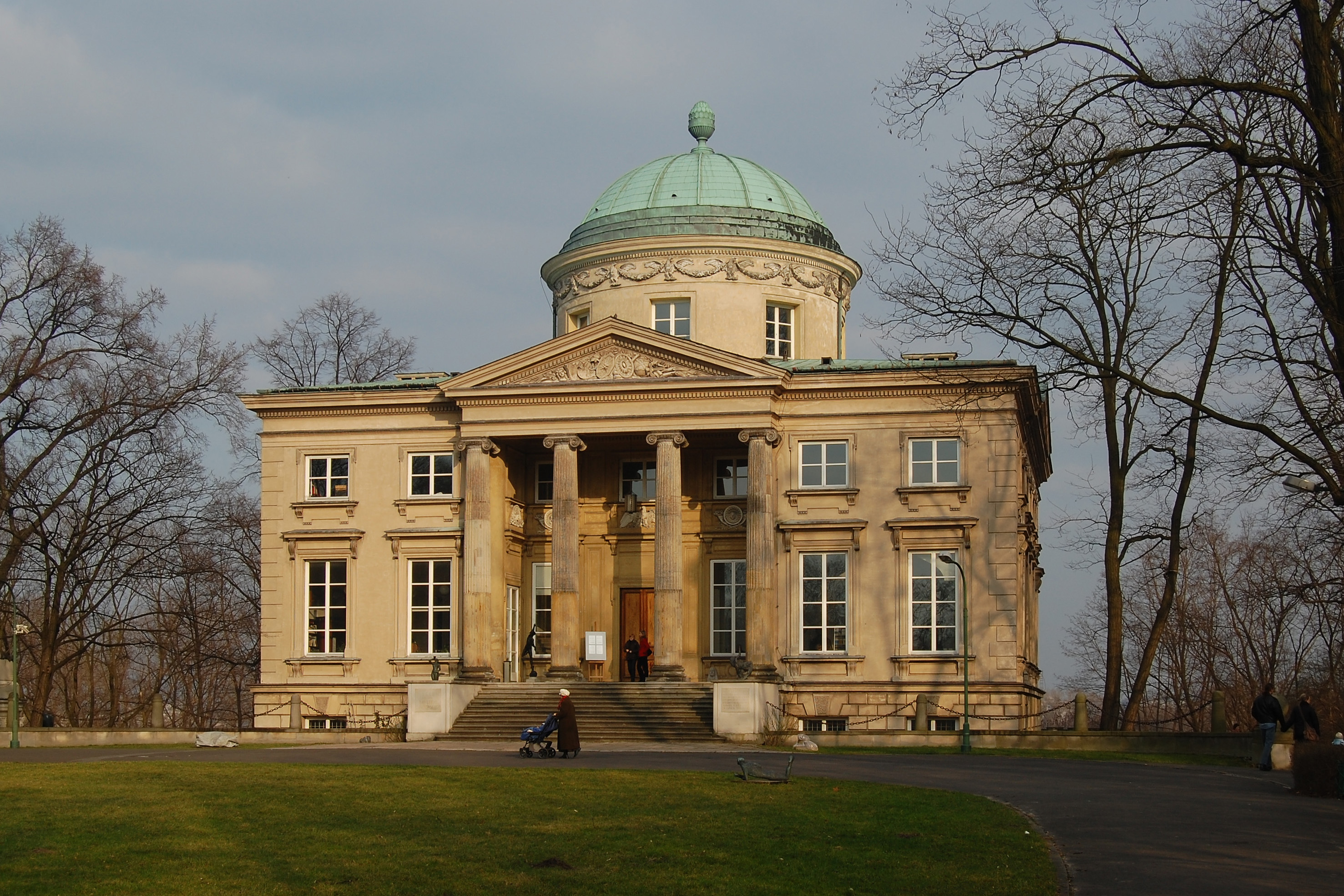
Палац Кролікарня, Варшава.
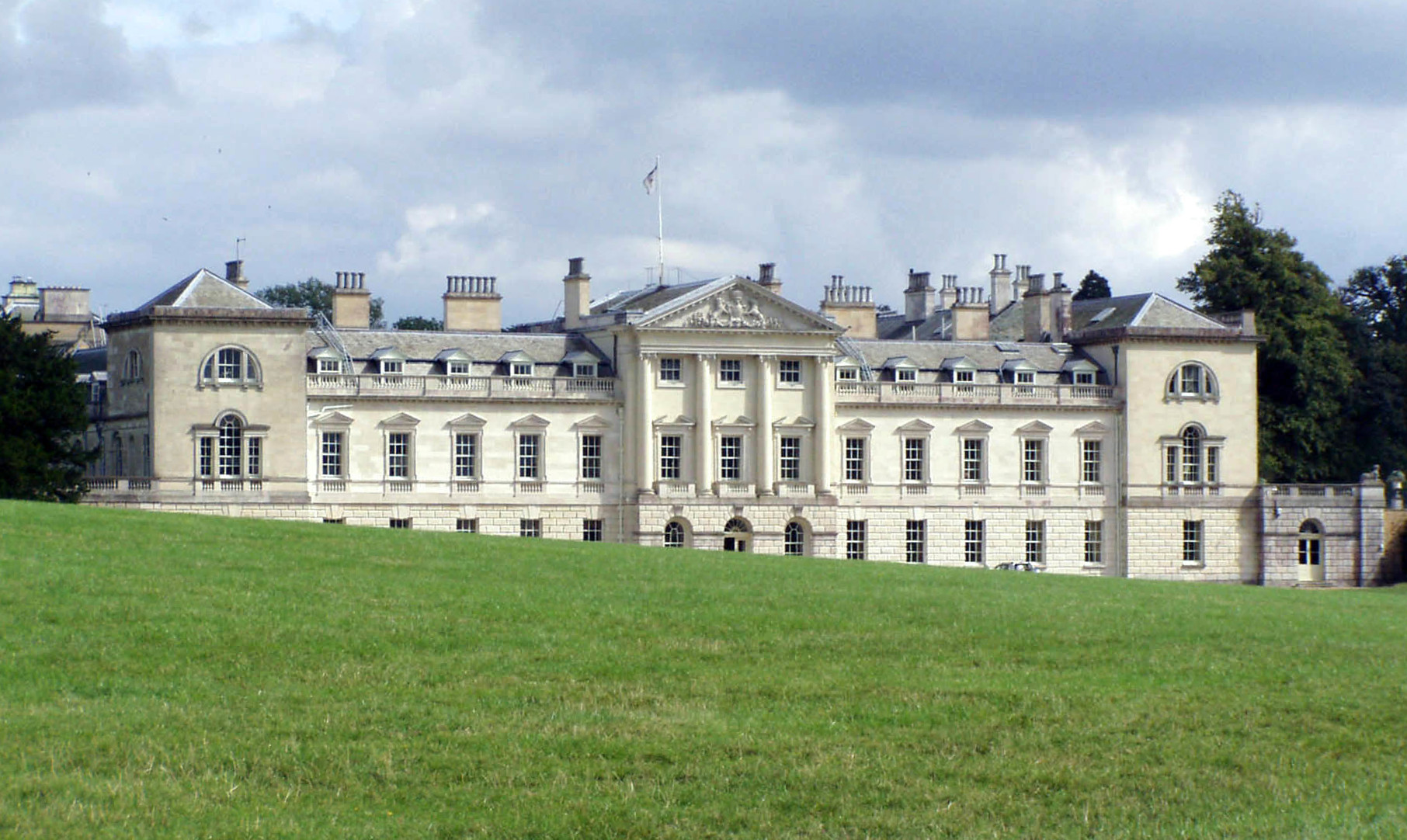
Палац Вобурн Еббі, Велика Британія

### Паладіанство в Англії

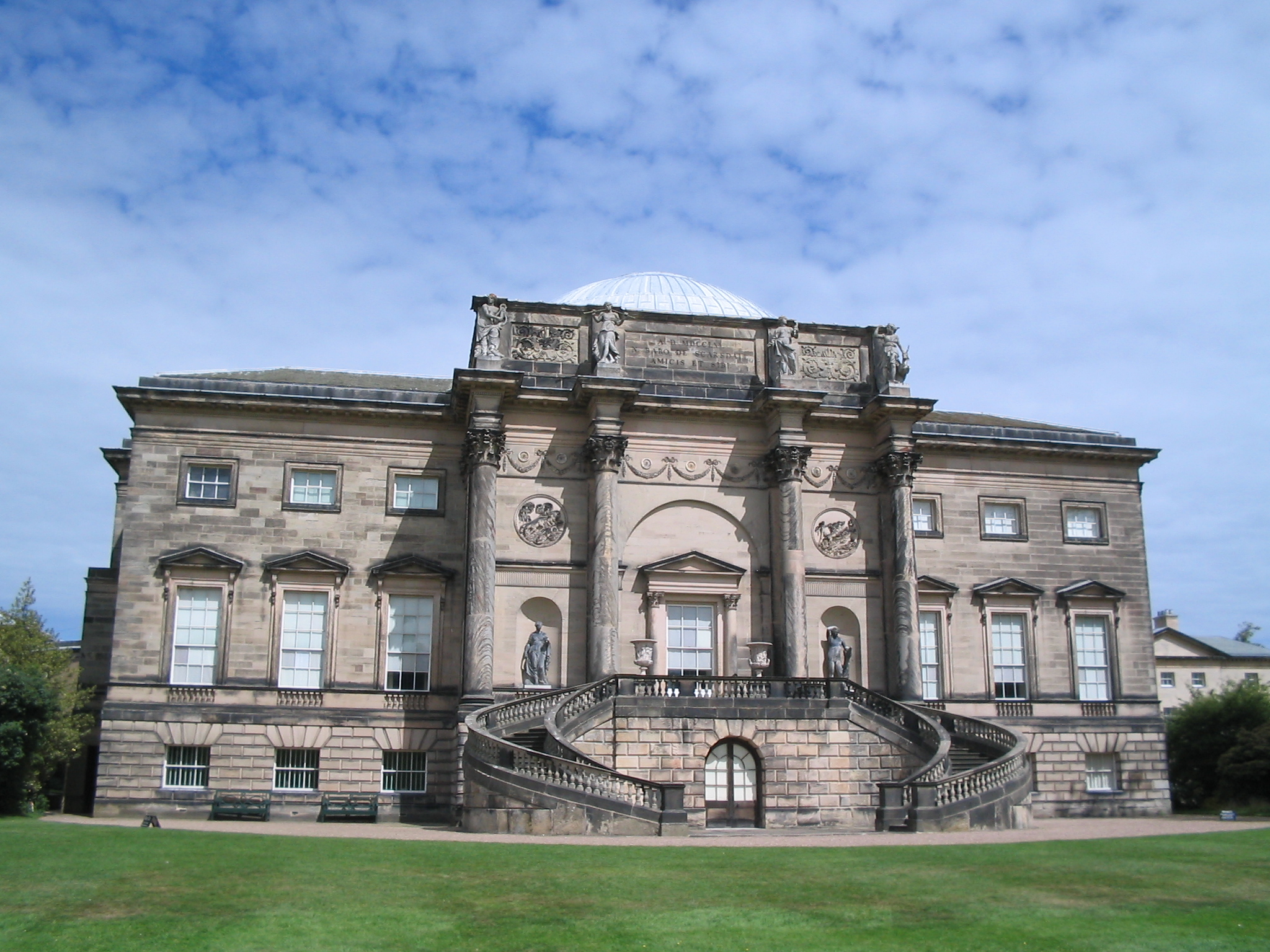
Садиба Кедлстон-холл, графство Дербішир.

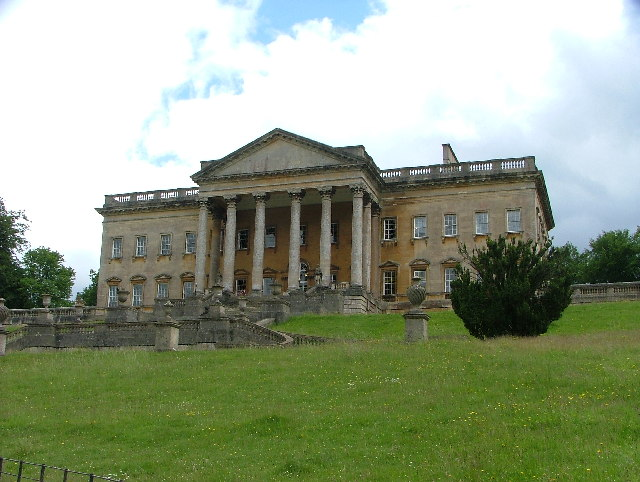
Пріор Парк Хаус в місті Бат. Англія

За висновками сучасників на зламі 17-18 ст. мистецтво Англії пережило кризу. Середньовічне, плутане розпланування великих міст Англії не скасував ні приклад і досвід архітекторів Франції, ні вплив ідей самого Палладіо. Зразки барокової архітектури, завезені з континенту в роки правління голландського принца Вільгельма Оранського (нехай і досить стримані) — смакам англійців не відповідали. І їхнє використання швидко припинилося. В Британії дуже важко входила в практику ордерна архітектура. Найкращі представники живопису країни — були іноземцями (Ганс Гольбейн — німець, Годфрі Неллер пройшов виучку в Голландії, Ван Дейк — фламандець). Про малоприємний стан справ в мистецтві тогочасної Англії писав Ентоні Купер, лорд Шефтсбері (1671—1713): 
| На наших рідних ґрунтах нема живопису, гідного спогадів. Але з тих пір, коли англійська публіка відчула смак до гравюр, малюнків, копій і оригіналів художників Італії, таких несхожих на сучасних французьких, сподіваюсь, і ми матимемо колись подібний високий рівень. |
Розповсюдження паладіанських ідей в Британії пов'язують з діяльністю Бойла Річарда, лорда Барлінгтона (1695—1753), що дав гроші на передрукування трактату Палладіо і був меценатом англійських архітекторів. Настанови Палладіо про затишний родинний дім, про архітектуру, що нічим не опирається природі були надзвичайно близькі англійським смакам з їхнім культом і затишної приватної оселі, і прихильності до садів, і культу приватного життя-існування. Так, Вільям Кент, архітектор з гуртка Барлінгтона, називав вже Палладіо — «майстром і керівником для всіх». Саме Барлінгтон обрав віллу Ротонда як зразок для побудови власного заміського будинку в садибі Чізвік. А пейзажний парк Чізвік став першим зразком пейзажного парку англійського типу в країні. І копію вілли Ротонда, і парк розпланував Вільям Кент, що зробило садибу — зразком для вельможних англійців, а Вільяма Кента — модним архітектором.
Трохи перегодом документальне копіювання споруд Палладіо в Британії припинилось. І архітектори відійшли від схем Палладіо, а почали розвивати тільки його ідеї, брати його форми, але по-своєму їх використовувати. Виникають величні споруди зі стриманим архітектурним декором, де архітектурно підкреслені лише центр споруд, їхні бічні об'єми (палац Вобурн Еббі). В цих спорудах є навіть точно відтворені вікна Палладіо, колонні портики, але це вже творче продовження його настанов. По-своєму їх використовував архітектор-англієць Джон Вуд Старший, який провів реконструкцію курортного містечка аристократів — Бат (Сомерсет).

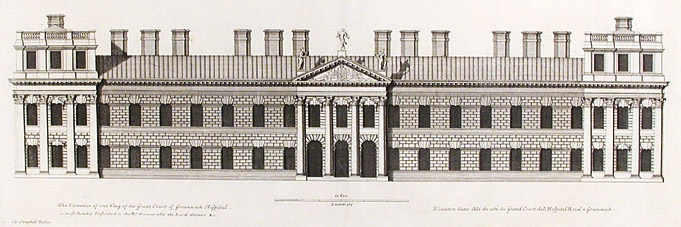
Шпиталь Гринвіч, Англія, проект в стилі палладіанства. 18 століття.

Паладіанство в Англії підтримала і новостворена у 1768 р. Королівська Академія мистецтв. Але в Академії ідеї Палладіо втратили експериментальний дух і швидко переродилися в застиглі і одноманітні рецепти. Паладіанство стало помертвілою схемою.

### Паладіанство в США
Наприкінці XVIII століття, коли Сполучені Штати відвоювали незалежність від Британської імперії, палладіанські настанови в архітектурі отримали підтримку і поширення в побудові приватних садиб і державних будівель. Серед них — Білий дім в місті Вашингтон.

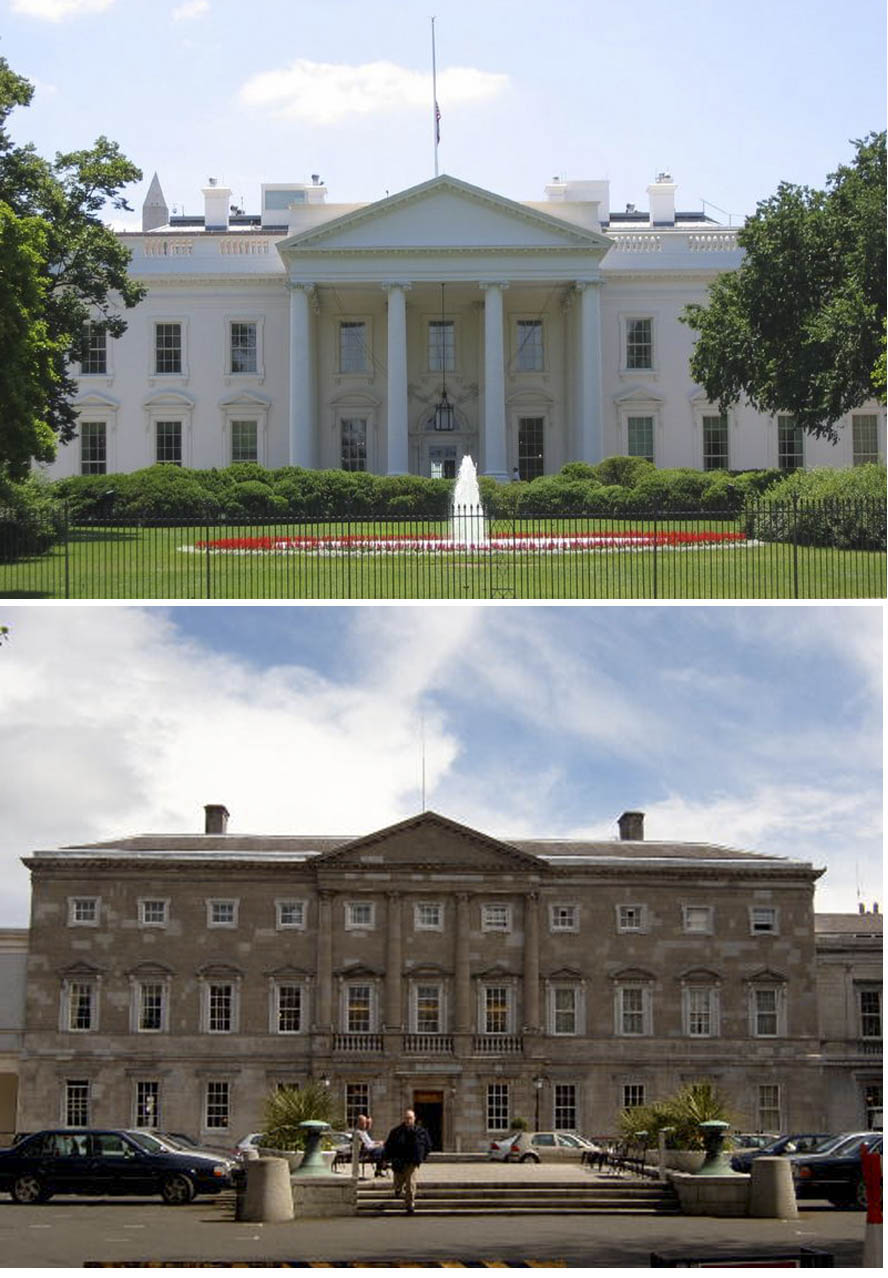
Понизу - Лейстер- Хаус, місто Дублін, зразок для побудови в Вашингтоні
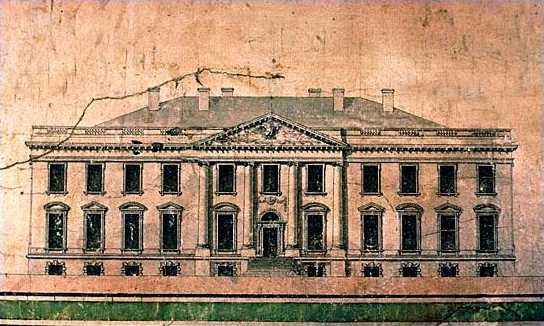
Арх. Хобан, проект Білого дому.
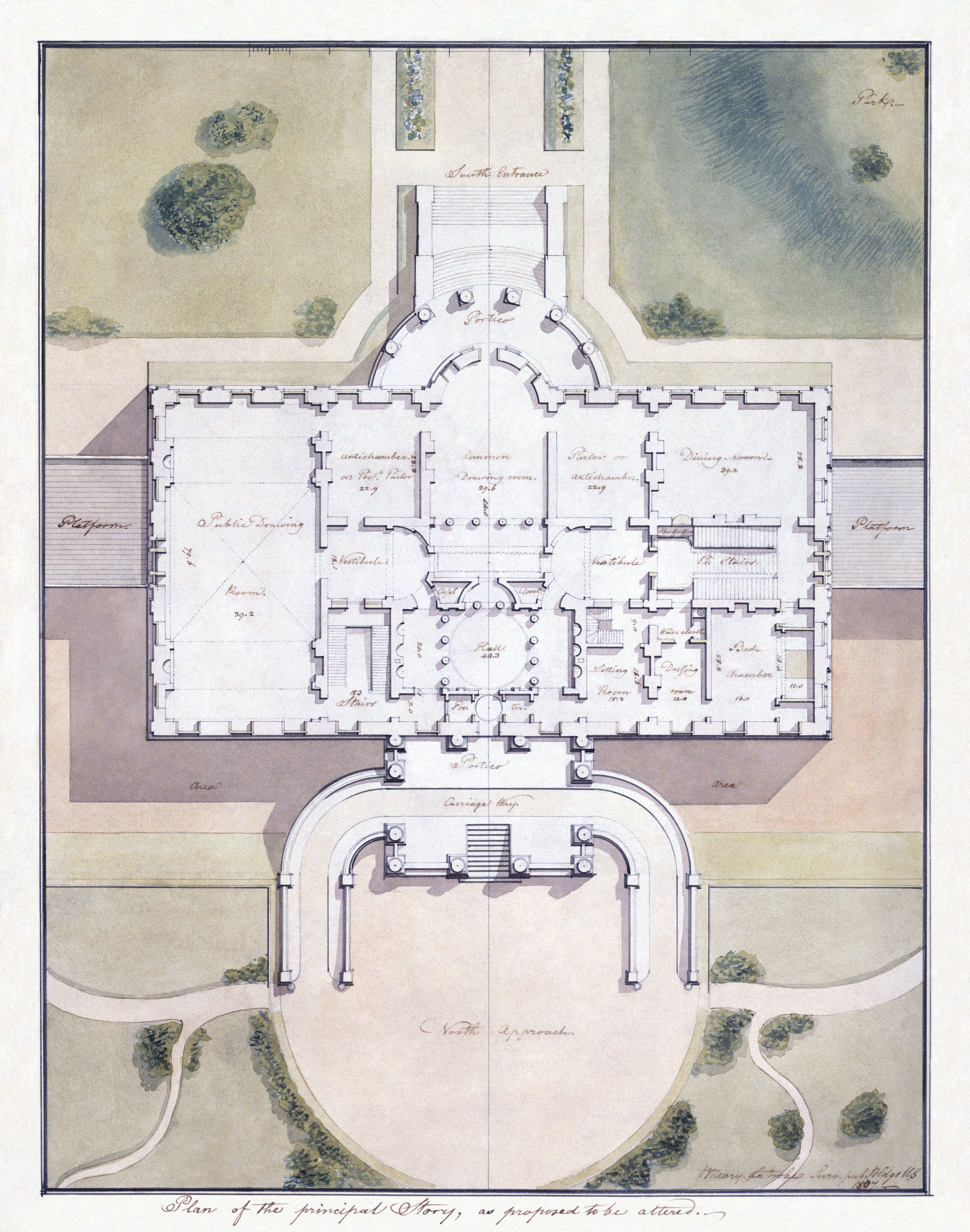
План Білого дому як архітектурного об'єкта

## Паладіанство в Україні

### Зразок палладіанства під Києвом
За легендою, маєток належав родині Браницьких.
Матеріали досліджень доводять, що садиба не належала Браницьким. Унікальне і незвичне для України розпланування палацу доводить також, що будували його за зразками вілл Палладіо. Найближчий аналог — вілла Піовене поблизу міста Віченца, побудована самим Андреа Палладіо (будівля двоповерхова, трикутний фронтон центральної частини, дві бічні лоджії на висоту 2-х поверхів.) До того ж, Браницькі не відрізнялися смаком в архітектурі. Усі їхні помешкання — зазвичай скромної, нецікавої архітектури. Одна з Браницьких так і казала - моє покликання не будувати, а садити.
Палац в Рудому Селі якраз відрізнявся цікавою архітектурою. Його перший поверх рустований, рустованими були і кути лоджій. Вікна центрального об'єму напівциркульні і прикрашені гірляндами. Менший за розмірами, ніж згадана вілла Піовене, палац мав привітніший вигляд, ніж Піовене і був доповнений флігелями, в'їзною брамою з колонами і парком. А це вже — справжній палацово-парковий ансамбль.
Браницькі серед володарів не значаться. Палац побудований для Станіслава Залеського гербу h Prawdzic наприкінці 18 ст. Звідси палладіанські форми. В середині 19 ст. палац перебудували.
Шлюб Залеського з Теклою Потоцькою не дав дітей і маєток перейшов до Феліції Івановської, племінниці. Вона віддала маєток доньці Констанції. Остання володарка — донька сина Констанції — Адама та Марії Потоцької — Софія.
За часів СРСР — в палаці мешкала колгоспна контора. Будівля постраждала від пожежі і була покинута. Ніяк не використовується, поступово руйнується. На 2009 р. парковий фасад обвалився, залишився лише передній.
З 1980—1990-их не використовується і поступово руйнується. Збереглися руїни палацу із флігелем праворуч, льох, здичавілий парк і колони в'їзної брами.

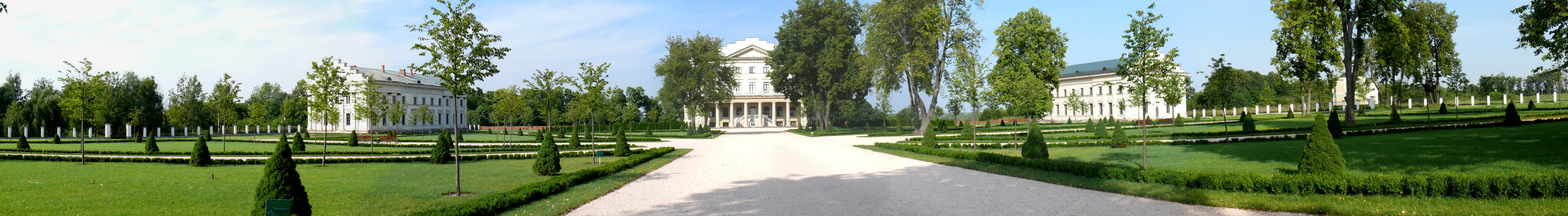
Палацово-парковий ансамбль гетьмана Розумовського в Батурині.

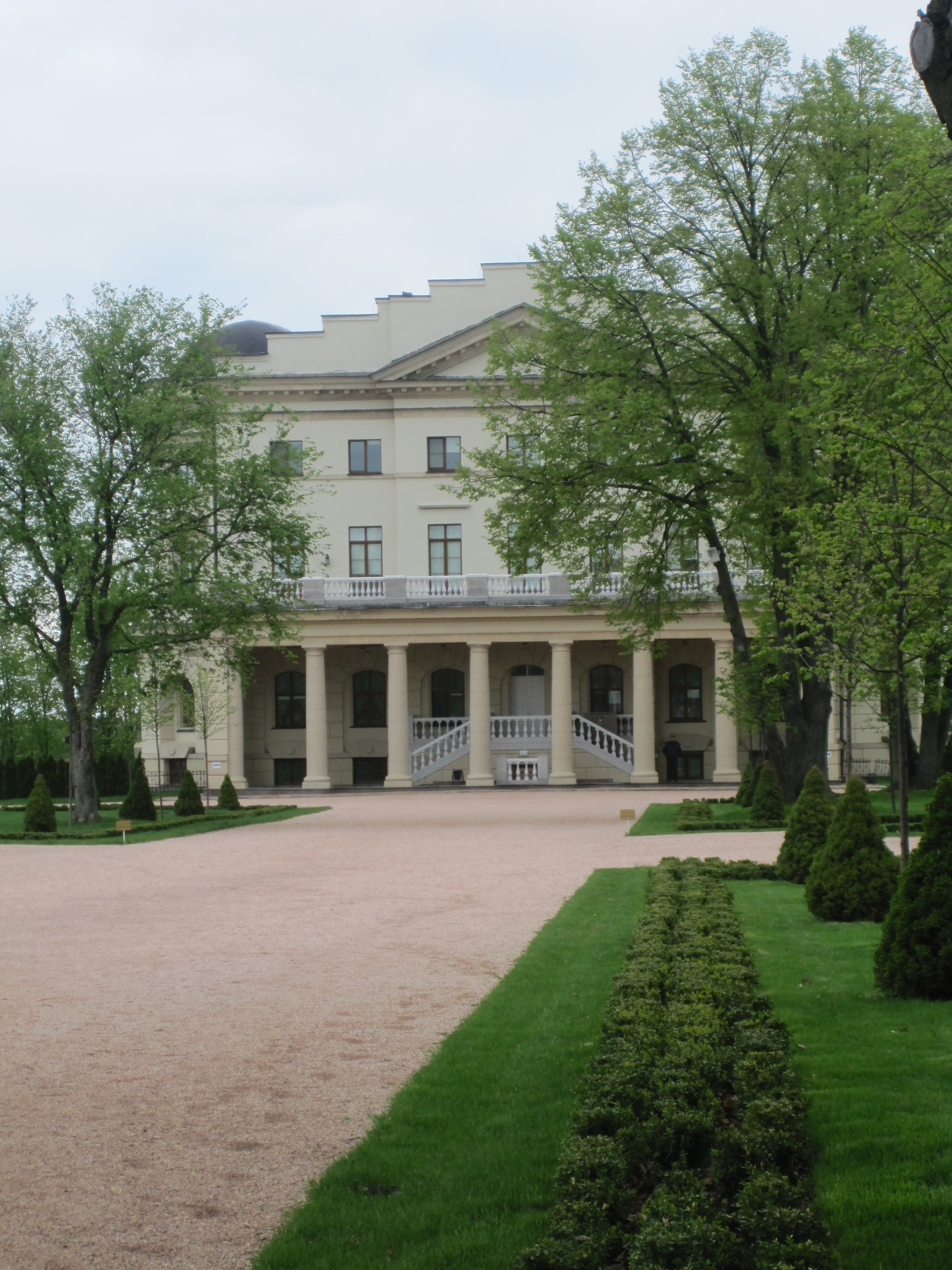
Батурин, палац Розумовського, подвір'я
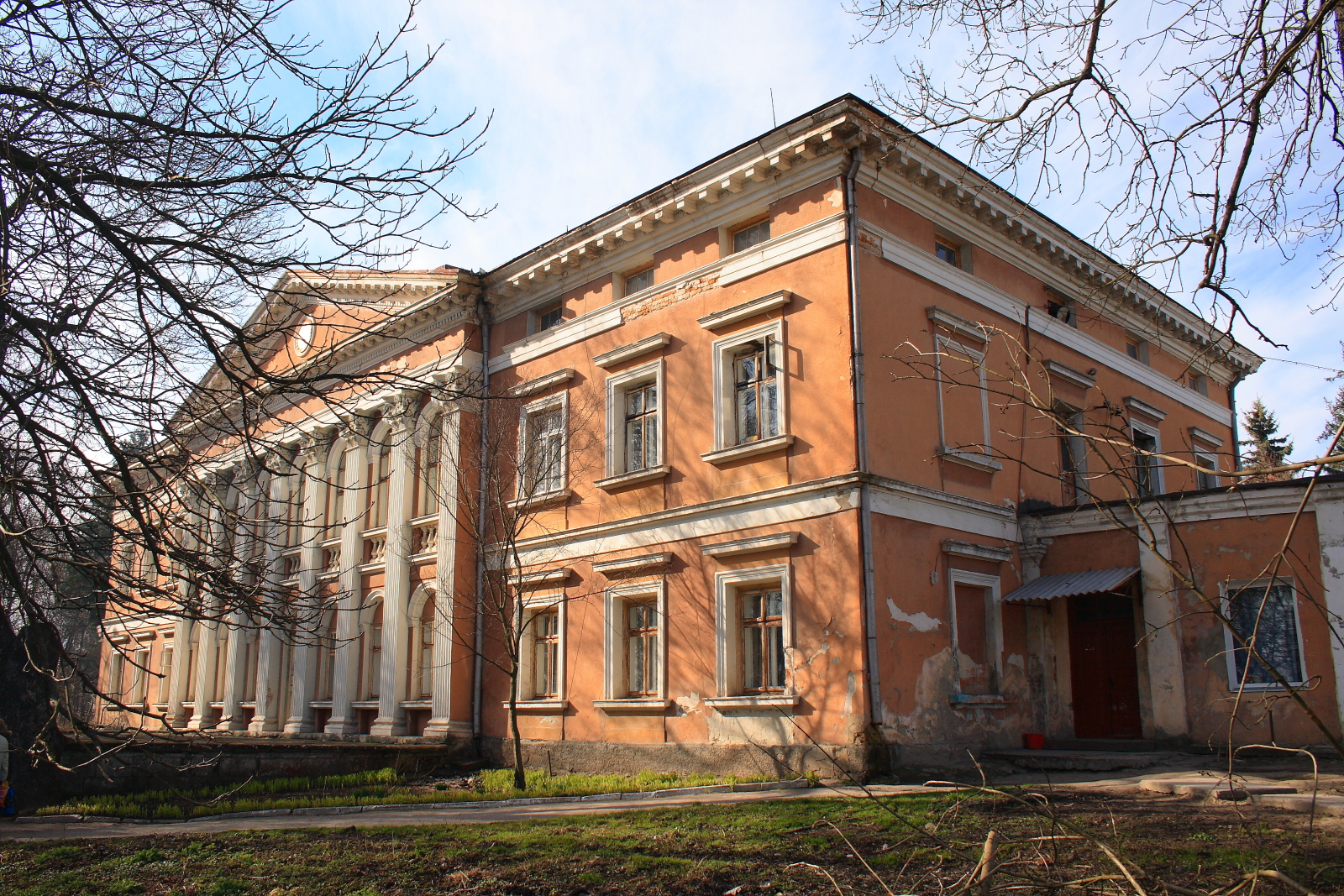
Микулинці, палац графів Реїв
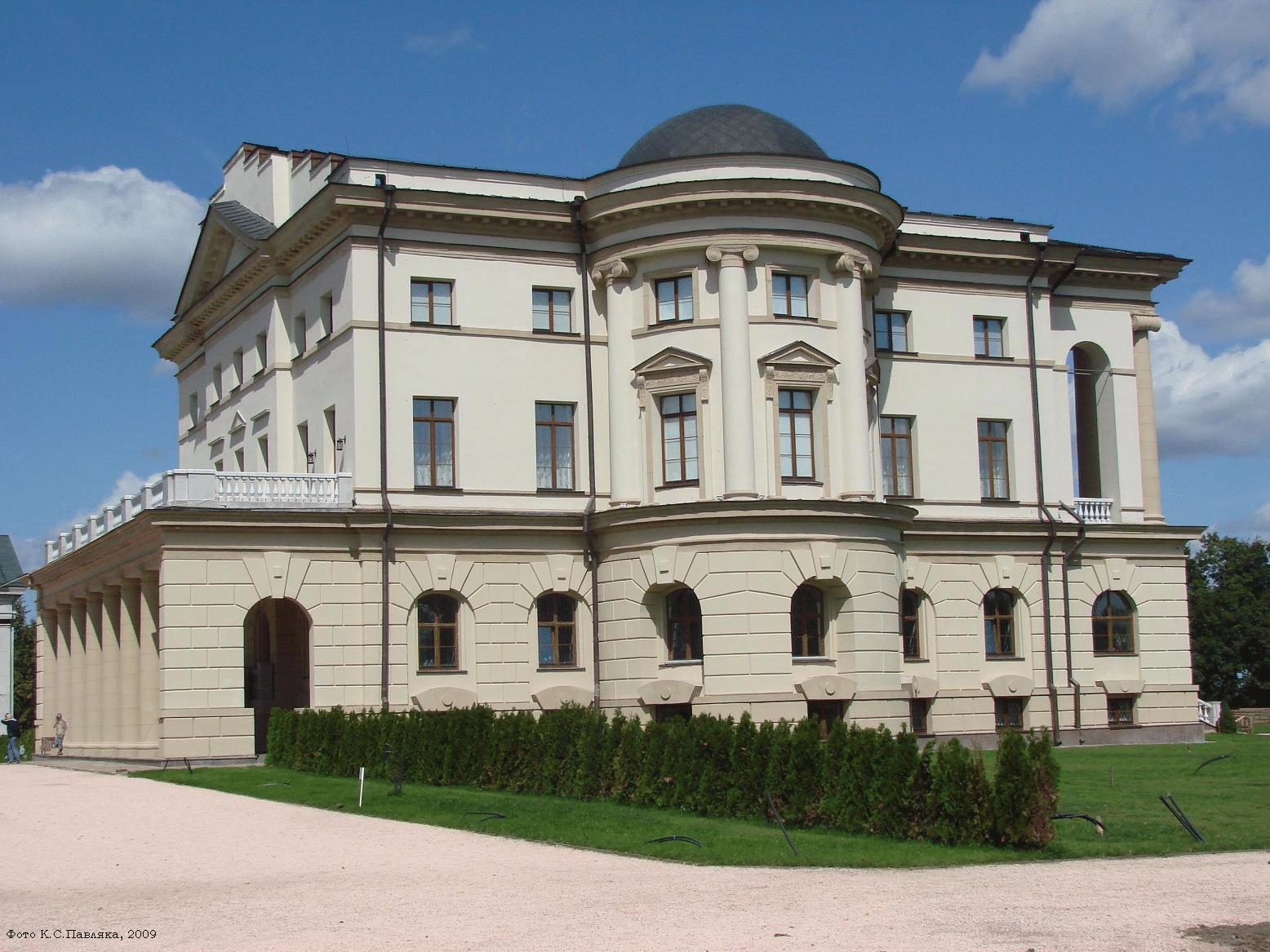
Палац К.Розумовського, місто Батурин
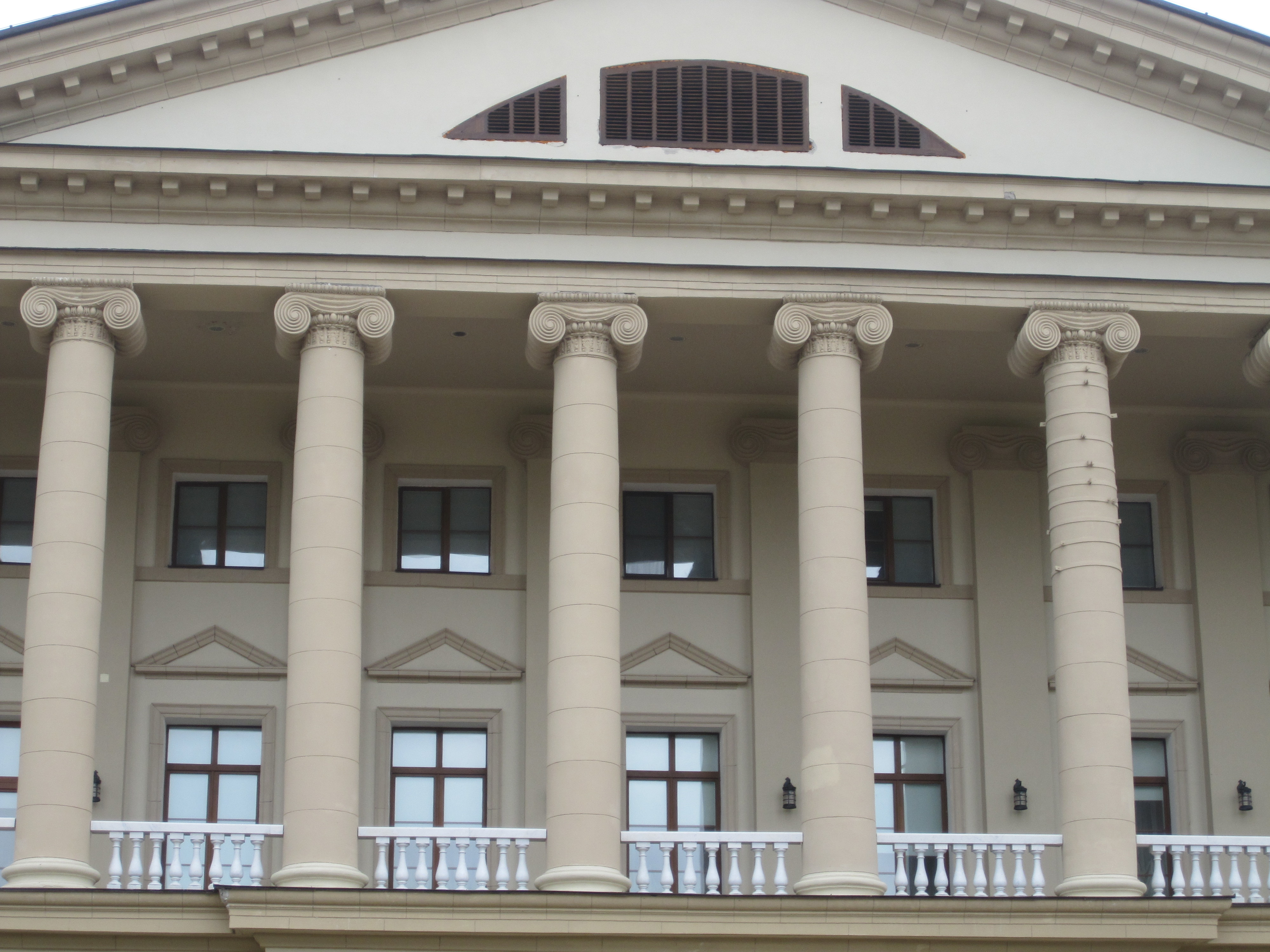
Батурин, палац Розумовського, лоджия.